# Mugure
Mugure är ett vattendrag i Burundi.   Det ligger i provinsen Bururi, i den sydvästra delen av landet, 70 km sydost om huvudstaden Bujumbura.
Omgivningarna runt Mugure är en mosaik av jordbruksmark och naturlig växtlighet. Runt Mugure är det ganska tätbefolkat, med 166 invånare per kvadratkilometer.